# 黄色い顔
「黄色い顔」（きいろいかお、原題："The Yellow Face"）は、イギリスの小説家、アーサー・コナン・ドイルによる短編小説。シャーロック・ホームズシリーズの一つで、56ある短編小説のうち15番目に発表された作品である。イギリスの『ストランド・マガジン』1893年2月号、アメリカの『ハーパーズ・ウィークリー』1893年2月11日号に発表。同年発行の第2短編集『シャーロック・ホームズの思い出』(The Memoirs of Sherlock Holmes ) に収録された。
ホームズの推論が外れた、数少ない事件のうちの一つである。

## あらすじ
事件の年代については明確にされておらず、1882年説から1888年説までがある。
早春のある日、ホームズとワトスンはノーバリに住むホップ商のグラント・マンローから依頼を受ける。マンローはエフィという未亡人と結婚していた。彼女は若い頃アメリカに渡り、ジョン・ヘブロンという弁護士と結婚して子供もいたが、黄熱病で2人とも亡くしてしまい、イギリスに戻ってきてマンローと知り合って夫婦になったのだという。
今は辛い過去も忘れて幸せに暮らしていたが、ある家族が彼の近所の別荘に引っ越してきて以来、不吉な影が差し始める。マンローが挨拶しようと別荘のドアをノックすると、無愛想な女がろくに返事もせずにドアを閉めてしまい、その家の2階の窓からは不気味な黄色い顔が覗いていた。
さらにその前後からエフィの様子がおかしくなって、100ポンドもの大金を無心したり、深夜に外出するなどの不審な行動を取るようになった。そして、件の別荘からエフィが出てくるのを目撃したマンローは彼女を問い詰めるが、「後生ですから私を信じて、何も聞かないでくださいまし」というエフィの必死の訴えに、渋々ながら「無理に秘密を打ち明けろとは言わないが、その代わり、私に黙って夜中に出かけたり、隠れて何かしないと約束してくれ」という条件付きで許した。
だが後日、エフィが約束を破って再びその別荘を訪れた事を知ったマンローは、別荘を家探しするが、先日の無愛想な女や黄色い顔の謎の人物の姿もなく、もぬけの殻であった。しかしもはや妻を信じられなくなったマンローは、藁にもすがる思いでホームズに助けを求めに来たのだった。
ホームズはマンローに、ノーバリへ戻って問題の別荘の様子をうかがい、人がいるようならすぐに知らせるように指示する。そしてホームズはワトスンに自分の推理を語る。
それは、亡くなったというエフィの先夫は実は生きていて、精神を患ったか何かの理由で夫に耐え切れなくなった彼女はイギリスに逃げ帰り、夫は死んだと偽ってマンローとの新生活に入るが、居場所を突き止めた先夫はその別荘に住み着き、全てを暴露するぞと恐喝している、というものであった。
そしてマンローから「別荘にはやはり住人がいる。例の黄色い顔も見えた」という電報が届き、ホームズとワトスンはマンローに付き添って別荘に踏み込む。エフィの制止も振り切って、ホームズ達が見たものは、黄色い顔――おもちゃの仮面をかぶった黒人の少女だった。そしてもはや隠し立てできぬとエフィは全てを語り出す。
彼女の先夫のジョン・ヘブロンは黒人であり、立派な人柄に惹かれた彼女は人種の壁を越えて結婚し、娘をもうけるが夫は病死してしまう。彼女はイギリスに帰ることにしたが、娘の体が弱いため、泣く泣く乳母（例の無愛想な女）に預けてアメリカに置いてきた。しかしマンローに求愛されるに至り、その事を言い出せないまま結婚したものの、子供の成長の手紙が届いて、会いたさにいても立ってもいられなくなり、夫から無心した100ポンドを送金して、数週間だけ近くにいさせるつもりで別荘に引っ越して来させた。娘は父親よりも肌が黒かったので、黒人の子供がいると騒ぎにならないように、黄色い顔の仮面をかぶらせていたのである。
その告白を聞き終ったマンローはしばしの沈黙の後、娘を抱き上げてキスし、「私も大して善良な男とは思わないが、君が考えているよりはましな男のつもりだ」とエフィに笑顔を見せる。一件落着し、ロンドンへ帰ったホームズはワトスンにそっと囁くのだった。
「ねえ、ワトスン。もし、この先、僕が自分の力を過信したり、事件に対して相当の骨折りを惜しんだりするようなことがあったら、こっそり僕の耳に『ノーバリ』と囁いてくれたまえ。そうしてくれると非常に有難い」

## 余談
本作中でホームズは、自身の留守中に調査の依頼に来て中座してしまったマンローが事務所に置き忘れたパイプを仔細に観察して、持ち主の体格や利き腕・性格・服装（の程度）などの特徴を述べ、その直後にやってきたマンローが事実その通りであったためにワトスンを驚嘆させた。その後で「パイプの何処からそのような推理に至ったか」で、その詰められている煙草の葉の燃え殻や傷み具合・修繕状況などからであるとの種明かしも描かれており、ホームズの推理手法をうかがい知る一端となっている。『ドラえもん』のエピソードの一つである「シャーロックホームズセット」では、ホームズの推理法の紹介で、このパイプの持ち主当てが引用されている。